# 李汇华
李汇华，北京朝阳医院急诊医学研究中心首席科学家，北京心肺脑复苏重点实验室副主任，教授，长期从事心血管疾病、感染及心肺复苏后重要器官损伤和保护的病理生理机制研究。李汇华还曾入选中国教育部长江学者特聘教授，享受中国国务院政府特殊津贴。